# Tilzower Wald
Tilzower Wald este o arie protejată (arie specială de conservare — SAC, sit de importanță comunitară — SCI) din Germania întinsă pe o suprafață de 860 ha, integral pe uscat.

## Localizare
Centrul sitului Tilzower Wald este situat la coordonatele 54°22′21″N 13°26′50″E / 54.3725°N 13.4472°E.

## Înființare
Situl Tilzower Wald a fost declarat sit de importanță comunitară în aprilie 2004 pentru a proteja 3 specii de animale. Situl a fost protejat și ca arie specială de conservare în august 2016.

## Biodiversitate
Situată în ecoregiunea continentală, aria protejată conține 7 habitate naturale: Lacuri eutrofice naturale cu vegetație de tip Magnopotamion sau Hydrocharition, Cursuri de apă de la nivel de câmpie la nivel montan, cu vegetație Ranunculion fluitantis și Callitricho-Batrachion, Mlaștini turboase de tranziție și turbării mișcătoare, Păduri de fag Luzulo-Fagetum, Păduri de fag Asperulo-Fagetum, Păduri de stejar sau de stejar și carpen sub-atlantice și medio-europene de Carpinion betuli, Păduri aluvionare cu Alnus glutinosa și Fraxinus excelsior (Alno-Padion, Alnion incanae, Salicion albae).
La baza desemnării sitului se află mai multe specii protejate:
- amfibieni (1): triton cu creastă (Triturus cristatus)
- mamifere (1): vidră de râu (Lutra lutra)
- nevertebrate (1): libelule (Leucorrhinia pectoralis)